# النرويج في الألعاب الأولمبية
النرويج في الألعاب الأولمبية الألعاب الأولمبية هي من أهم الأحداث الرياضية في النرويج، تقوم اللجنة الأولمبية النرويجية بالإشراف في شؤون مشاركة النرويج في الألعاب الأولمبية، أول مشاركة للنرويج في الألعاب الأولمبية كانت في دورة 1900 في باريس وشاركت النرويج في جميع الدورات بعدها ما عدا دورة 1904 ودورة 1980 في موسكو في الإتحاد السوفيتي احتجاجاً على غزو الاتحاد لأفغانستان في سنة 1979، فازت النرويج حتى الآن في مشوارها في الألعاب الأولمبية الصيفية بمجموع 148 ميدالية في الألعاب الأولمبية الصيفية منها 56 ميدالية ذهبية و49 فضية و43 برونزية، وأكثر الرياضات التي تنافس فيها النرويج هي الإبحار والرماية وألعاب القوى والتجديف وكرة اليد وبدرجة أقل في المصارعة وكرة القدم ورفع الأثقال.
في الألعاب الأولمبية الشتوية تعتبر النرويج من الدول التي شاركت في جميع دوراتها، من أول دوراتها في دورة 1924 في شاموني في فرنسا، كما أن النرويج إستضافت الألعاب مرتين الأولى كانت في دورة 1952 في مدينة أوسلو والثانية كانت في دورة دورة 1994 في مدينة ليلهامر وتعتبر النرويج أكثر دولة فازت بالميداليات في الألعاب الأولمبية حيث فازت ب329 ميدالية منها 118 ميدالية ذهبية و111 فضية و100 برونزية.